# 阿塔纳斯·卡波夫
阿塔纳斯·卡波夫（1999年4月11日—），是一名保加利亚男子足球运动员，从索菲亚列夫斯基足球俱乐部租借，担任维托沙比斯特里察边锋，也曾加入保加利亚青年国家队。